# 瑪麗亞·庫尼茨
瑪麗亞·庫尼茨（Maria Cunitz、Maria Cunitia，1610年—1664年8月22日）是一位德國天文學家，是近代最著名的女性天文學家之一。 她創作《和藹可親的烏拉尼亞》（Urania propitia），內容提供開普勒天體力學新的解決方案。
金星的庫尼茨撞擊坑以她命名。小行星12624 （Mariacunitia）以她來命名。